# Il conquistatore del Messico
Il conquistatore del Messico (Juarez) è un film del 1939 diretto da William Dieterle.
Spettacolare produzione della Warner Bros., ripresa con la fotografia curata da Tony Gaudio (candidato all'Oscar assieme a Brian Aherne, attore non protagonista) e diretta da un regista specializzato in questo genere di film.

## Trama
Dopo aver conquistato il Messico, Napoleone III ne offre la corona a Massimiliano d'Asburgo, sperando di vincere l'insurrezione e di impedire l'intervento degli Stati Uniti. Massimiliano accetta il trono che gli viene offerto attraverso un plebiscito, che egli crede spontaneo. Giunto in Messico si trova a fronteggiare la resistenza del partito repubblicano guidato da Benito Juárez. Animato da idee liberali e umanitarie, Massimiliano perde il supporto del partito conservatore, composto da latifondisti.
Nel frattempo Benito Juárez organizza la guerriglia che colpisce duramente le truppe governative. Massimiliano tenta invano di giungere a un compromesso, ma di fronte al rifiuto di Juárez deve ricorrere alle misure forti. Nel frattempo gli Stati Uniti chiedono e ottengono il ritiro delle truppe francesi dal Messico. Dopo la partenza dei francesi, l'impero crolla. L'imperatrice Carlotta impazzisce; Massimiliano viene fatto prigioniero e infine fucilato.

## Produzione
Il film fu prodotto dalla First National Pictures e Warner Bros. Pictures e venne girato tra la fine di novembre 1938 e l'8 febbraio 1939.

## Distribuzione
Il copyright del film, richiesto dalla Warner Bros. Pictures, Inc., fu registrato il 10 giugno 1939 con il numero LP8903.
Distribuito dalla Warner Bros. Pictures, il film uscì nelle sale cinematografiche degli Stati Uniti il 10 giugno dopo una prima tenuta a New York il 24 aprile 1939.